# Брчино
Брчино (хрв. Brčino) је насељено место у општини Сибињ, Бродско-посавска жупанија, Хрватска.

## Историја
До територијалне реорганизације у Хрватској било је у саставу старе општине Славонски Брод.

## Становништво
У попису становништва из 2011. године, Брчино је имало 168 становника.
| Број становника према пописима | Број становника према пописима | Број становника према пописима | Број становника према пописима | Број становника према пописима | Број становника према пописима | Број становника према пописима | Број становника према пописима | Број становника према пописима | Број становника према пописима | Број становника према пописима | Број становника према пописима | Број становника према пописима | Број становника према пописима | Број становника према пописима | Број становника према пописима |
| ------------------------------ | ------------------------------ | ------------------------------ | ------------------------------ | ------------------------------ | ------------------------------ | ------------------------------ | ------------------------------ | ------------------------------ | ------------------------------ | ------------------------------ | ------------------------------ | ------------------------------ | ------------------------------ | ------------------------------ | ------------------------------ |
| 1857                           | 1869                           | 1880                           | 1890                           | 1900                           | 1910                           | 1921                           | 1931                           | 1948                           | 1953                           | 1961                           | 1971                           | 1981                           | 1991                           | 2001                           | 2011                           |
| 248                            | 304                            | 262                            | 288                            | 318                            | 309                            | 302                            | 340                            | 387                            | 400                            | 379                            | 322                            | 274                            | 255                            | 207                            | 168                            |

Напомена: Подаци за 1869. и 1880. те од 1910 до 1931. процењене су према укупном броју становника за некадашње насеље Одворци (Бродски Ступник). До 1931. исказивано за део насеља, а од 1948. као насеље.